# Fringilla coelebs
El pinzón vulgar (Fringilla coelebs) es una especie de ave paseriforme de la familia Fringillidae endémica de Europa, estando también presente en Asia, África del Norte y la Macaronesia.

## Hábitat
Vive en un gran ámbito de lugares, pero prefiere las zonas boscosas, aunque también se lo encuentra en jardines y granjas. Hace nidos en los árboles y decora el exterior con musgo y líquenes (como medio de ocultamiento). Pone de promedio seis huevos.
No es un ave migratoria, pero busca los lugares cálidos en invierno. La parte coelebs de su nombre científico significa 'soltero'. Esta especie fue bautizada por Carlos Linneo, en su país natal Suecia, donde las hembras migran en invierno y los machos se quedan.

## Alimentación
En general se alimentan de semillas, pero a diferencia de la mayoría de los pinzones, los jóvenes consumen insectos.

## Reproducción
Los pinzones son esencialmente monógamos, con parejas que a menudo se mantienen más allá de una temporada.
El período de reproducción varía según el área de distribución de la subespecie que se tome en consideración, ya que depende de la temperatura: generalmente tiene lugar a finales de la primavera y se extiende de marzo a junio.
Pone el nido entre las ramas de los árboles mimetizándolo muy bien. Pone unos cinco huevos que son incubados durante dos semanas.

## Canto
Su poderoso canto es muy conocido, por lo que a él debe su nombre en inglés (fink). Los machos tienen entre dos y tres tipos de canciones, y también tienen dialectos regionales.

## Subespecies
Se reconocen las siguientes subespecies:
- F. c. africana, noroeste de África (desde Marruecos al noroeste de Túnez).
- F. c. alexandrovi (Zarudny, 1916), norte de Irán.
- F. c. bakeri, Islas Canarias.
- F. c. balearica, península ibérica y Baleares.
- F. c. canariensis, Islas Canarias (La Gomera, Tenerife y Gran Canaria).
- F. c. coelebs (Linnaeus, 1758), Eurasia.
- F. c. gengleri (Kleinschmidt, 1909), islas británicas.
- F. c. harterti, Libia.
- F. c. maderensis, Madeira.
- F. c. moreletti, Azores.
- F. c. palmae, Islas Canarias (La Palma).
- F. c. ombriosa, Islas Canarias (El Hierro).
- F. c. sarda (Rapine, 1925), Cerdeña.
- F. c. schiebeli, Creta.
- F. c. solomkoi (Menzbier & Sushkin, 1913), Cáucaso y Península de Crimea.
- F. c. spodiogenys, norte de África (este de Túnez y noroeste de Libia).
- F. c. syriaca (Harrison, JM, 1945), Chipre y Levante mediterráneo.
- F. c. transcaspica (Zarudny, 1916), noreste de Irán.

## Galería

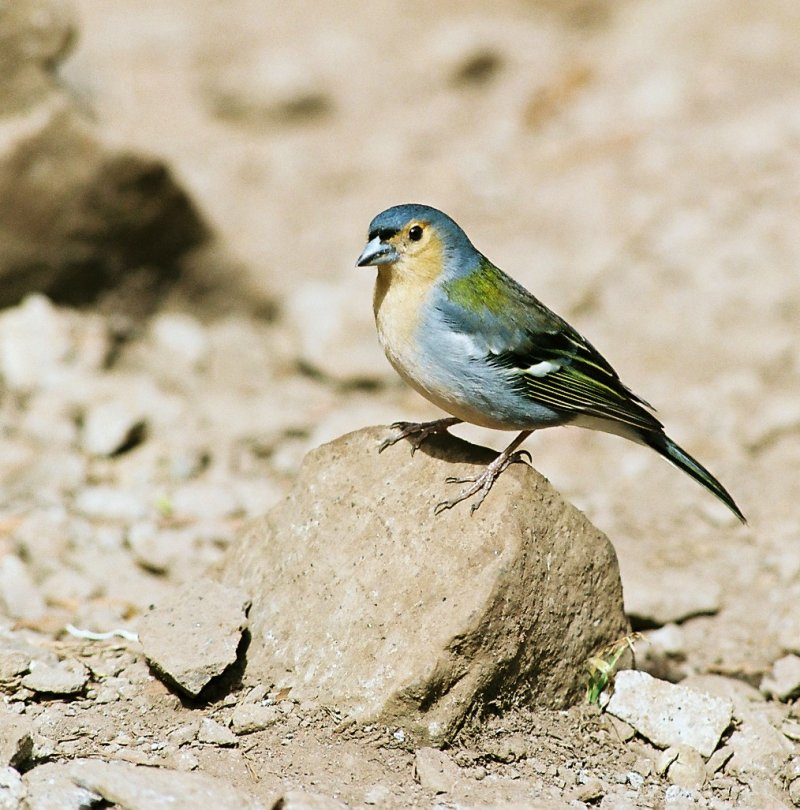
F. c. maderensis
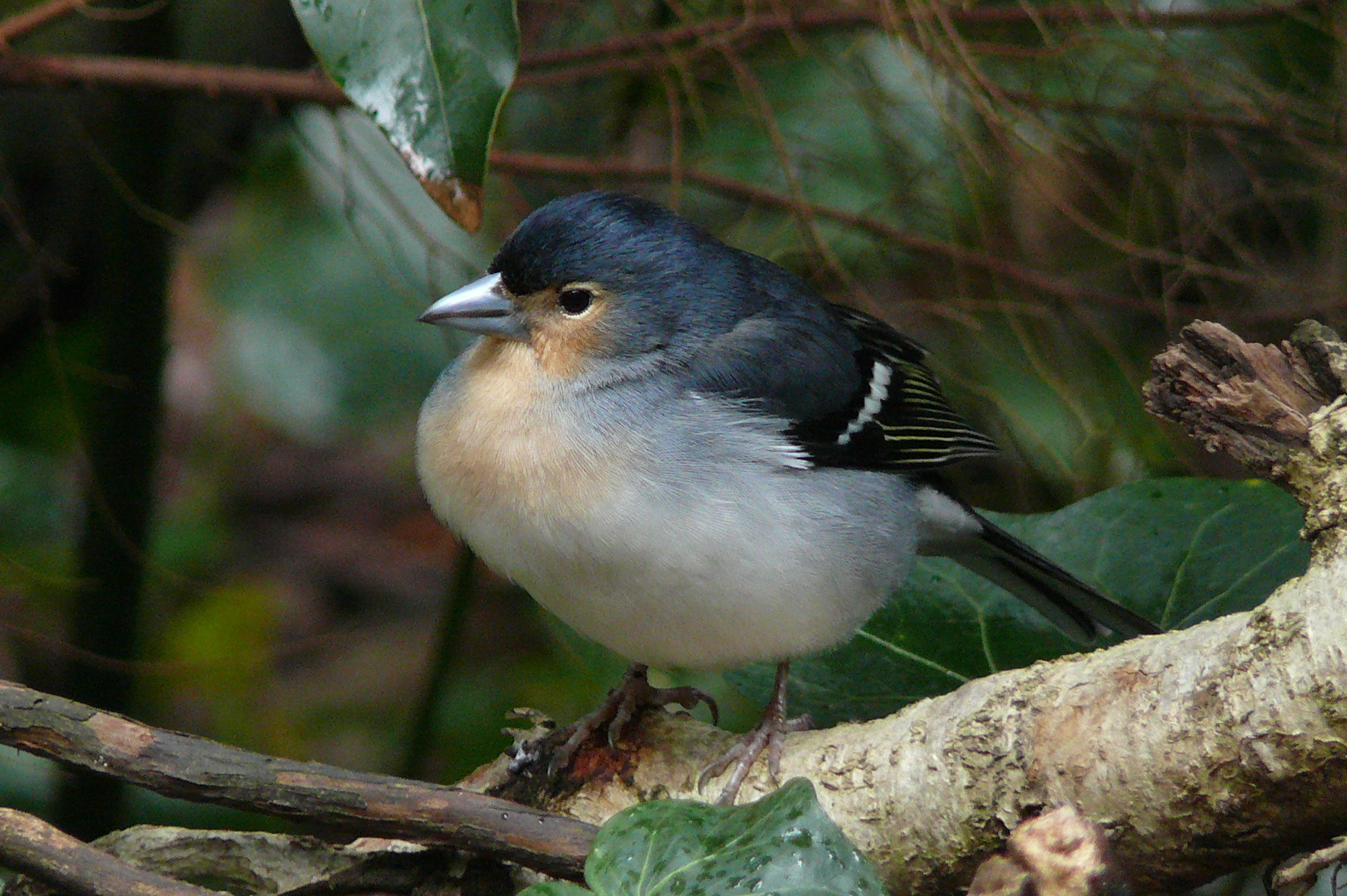
F. c. palmae
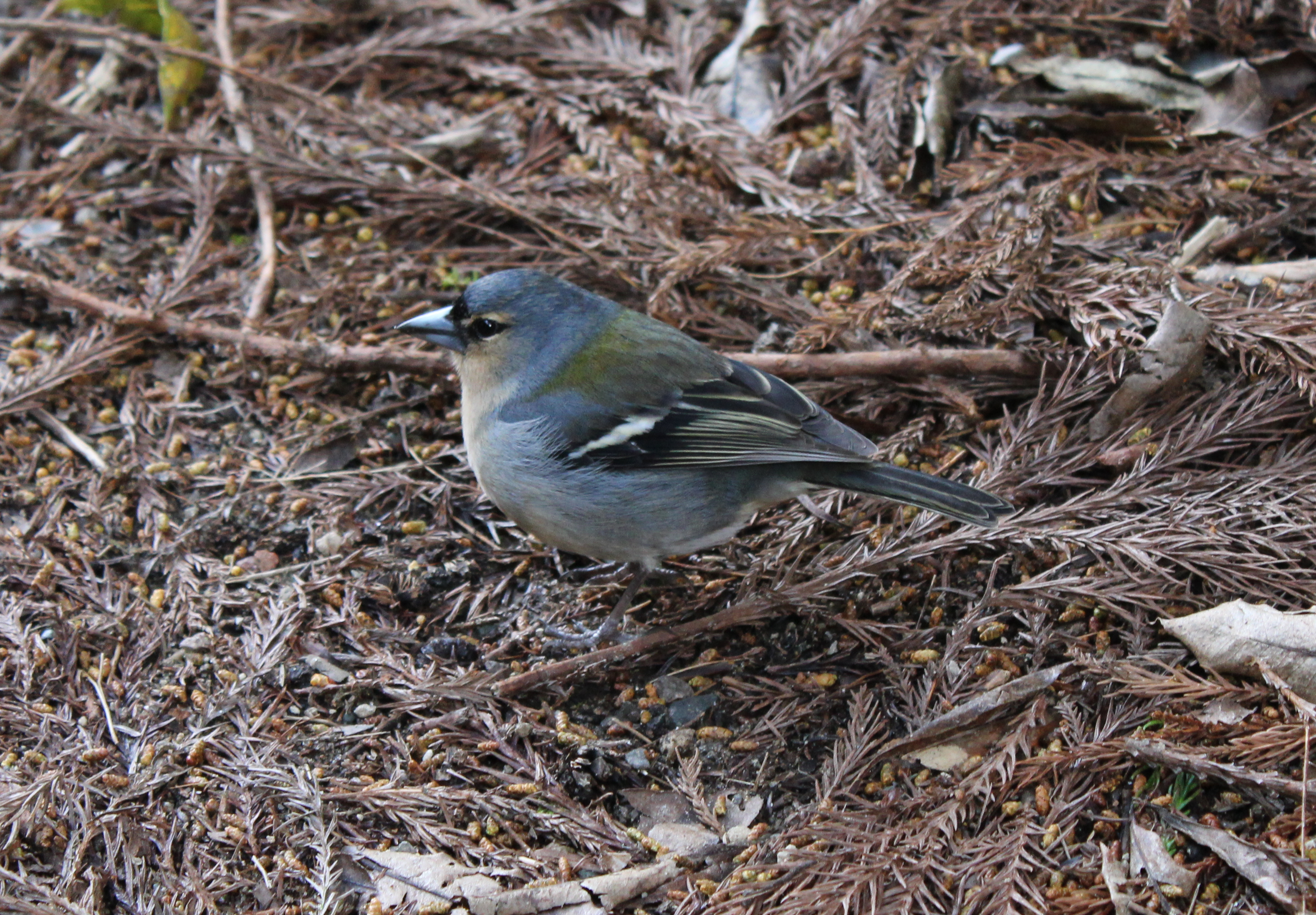
F. c. moreletti
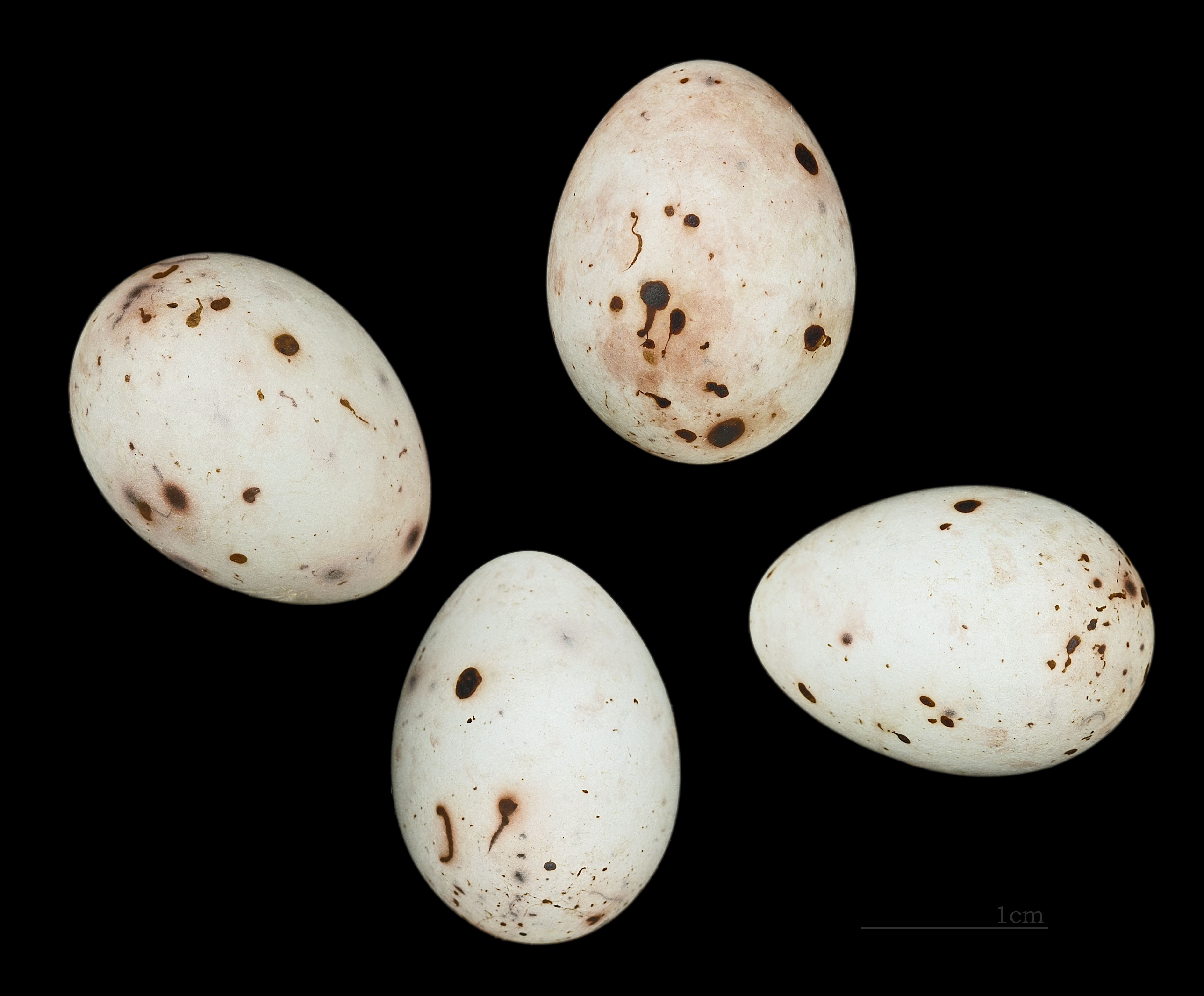
Huevos de Fringilla coelebs
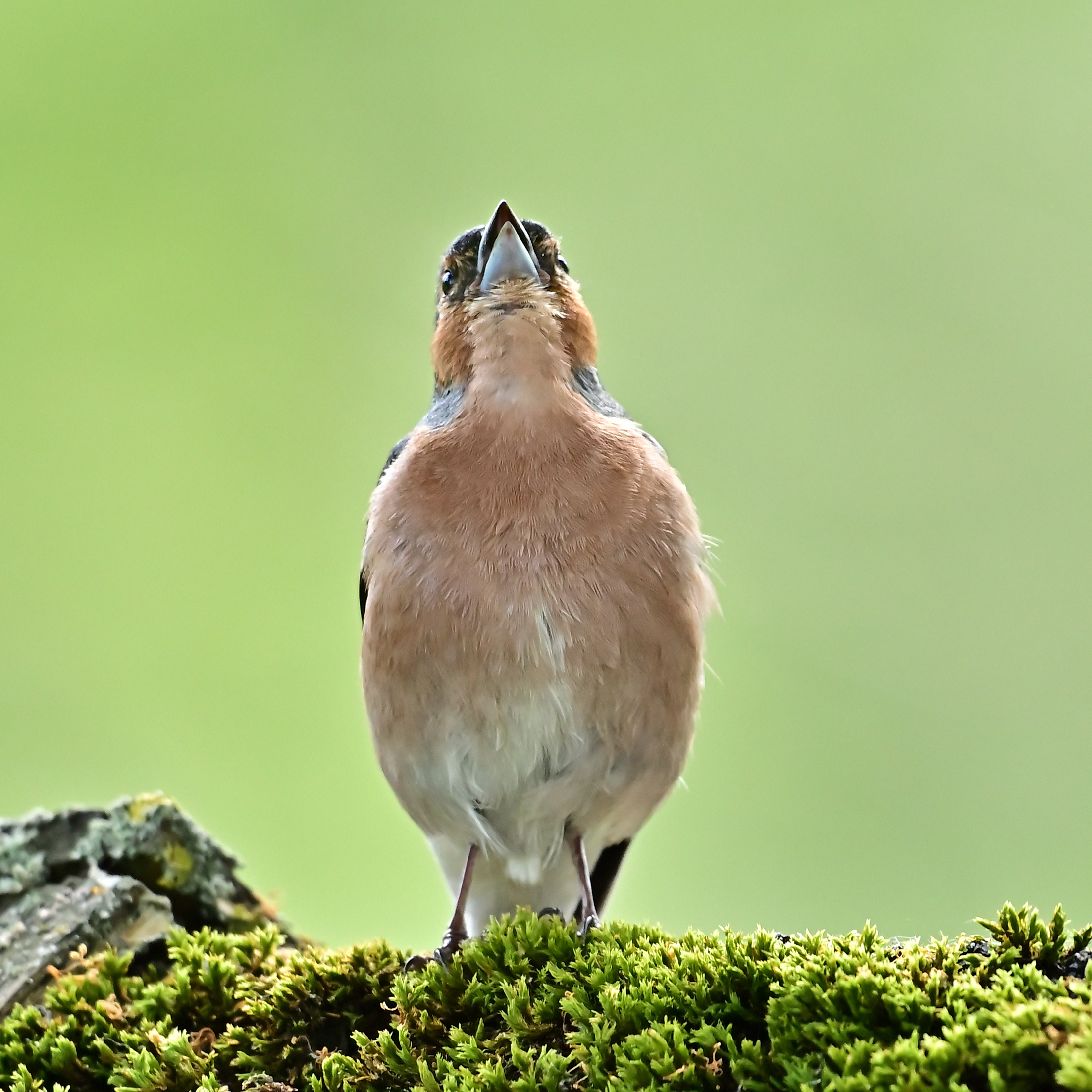
Pinzón cantando, Alemania